# Keith Powers
Keith Tyree Powers (* 22. srpna 1992, Sacramento, Kalifornie, Spojené státy americké) je americký herec a model. Proslavil se rolí Thea v seriálu Předstírání a rolí Tyreeho ve filmu Straight Outta Compton. Během let 2017–2018 hrál jednu z hlavních rolí v seriálu Famous in Love.

## Životopis a kariéra
Powers se narodil v Sacramentu v Kalifornii, je nejstarší ze čtyř sourozenců. Kariéru modela zahájil v 9 letech. Na střední škole Sheldon High School hrál americký fotbal. Odmaturoval v roce 2010 a když se nemohl věnovat hraní fotbalu profesionálně, rozhodl se věnovat modelingu a podepsal smlouvu s agenturou Wilhemina Agency.
V roce 2013 získal roli ve filmu Mejdan jak se patří. Po natáčení v Jihoafrické republice se zamilovat do herectví a rozhodl se mu naplno věnovat. Vedlejší roli získal v seriálu Předstírání. Roli Tyreeho si zahrál ve filmu Straight Outta Compton. Byl obsazen do seriálu The New Edition Story. Jednu z hlavních rolí hraje od roku 2017 v seriálu stanice Freeform Famous in Love. V březnu 2017 zveřejnil na svém youtube účtu trailer k filmu Let's Just Be Friends.

## Filmografie
| Rok       | Název                     | Role          | Poznámky               |
| --------- | ------------------------- | ------------- | ---------------------- |
| 2013      | Prolhané krásky           | Kluk          | díl: „Gamma Zeta Die!“ |
| 2013      | Mejdan jak se patří       | Quentin       |                        |
| 2014–2015 | Předstírání               | Theo          | 16 dílů                |
| 2015      | Sin City Saints           | LaDarius Pope | 8 dílů                 |
| 2015      | Straight Outta Compton    | Tyree         |                        |
| 2015      | Živí mrtví: Počátek konce | Calvin        | díl: „Pilot“           |
| 2016      | Recovery Road             | Zach          | 4 díly                 |
| 2016      | Asterisk                  | Travis Downes | krátkometrážní film    |
| 2017      | The New Edition Story     | Ronnie DeVoe  | 3 díly                 |
| 2017      | Before I Fall             | Patrick       |                        |
| 2017      | Let's Just Be Friends     | Reggie Helms  | krátkometrážní film    |
| 2017      | #REALITYHIGH              | Cameron Drake |                        |
| 2017      | Maximální úder            | agent Vance   |                        |
| 2017–2018 | Vzhůru ke hvězdám         | Jordan Wilder | hlavní role, 20 dílů   |
| 2018      | The Bobby Brown Story     | Ronnie DeVoe  |                        |
| 2019      | What/If                   | Todd          | hlavní role, 10 dílů   |